# Bandiera della Repubblica Socialista Sovietica Bielorussa

Bandiera della RSS Bielorussa dal 1951 al 1991

La bandiera della Repubblica Socialista Sovietica Bielorussa fu adottata il 25 dicembre 1951.

## Storia
La primissima bandiera risale al 1919 con la nascita della Repubblica Socialista Sovietica Lituano-Bielorussa, e si trattava di una semplice bandiera rossa.
Tra il 1919 e il 1927, con la nascita della RSS Bielorussa, la bandiera era rossa, con i caratteri cirillici ССРБ (SSRB) in oro in alto a sinistra.
Tra il 1927 e il 1937, la bandiera era rossa con i caratteri cirillici БССР (BSSR) in oro in alto a sinistra, circondati da un bordo dorato.
Tra il 1937 e il 1951 la bandiera era rossa, con una falce e martello dorato sui caratteri cirillici, e nessun contorno dorato.

### Bandiera del 1951
Alla fine degli anni quaranta nacque il bisogno politico di differenziare la bandiera bielorussa da quelle delle altre repubbliche dell'Unione Sovietica, soprattutto perché era un paese facente parte dell'ONU. Il disegno scelto era chiamato "Il Sole Nascente", da un progetto di M. I. Gusyew basandosi su elementi della cultura bielorussa.
I simboli erano:
- il rombo centrale simboleggiava il sole nascente;
- le figure a sinistra e a destra del rombo simboleggiavano la ricchezza e il benessere;
- la figura nel rombo era la "chiave per la felicità";
- la figura rettangolare con i piccoli rettangoli che si uniscono da destra e sinistra era il "simbolo votivo", che esprimeva il desiderio di realizzare i propositi;
- il motivo simboleggia il pane.

## Dopo la fine dell'URSS
Il 25 agosto 1991 la Bielorussia dichiara l'indipendenza dall'Unione Sovietica come risposta al fallito colpo di Stato e ripristina come propria bandiera quella della breve Repubblica Popolare Bielorussa (1919-1921), composta da una striscia rossa al centro su uno sfondo completamente bianco. Nel 1995, la vecchia bandiera sovietica bielorussa viene nuovamente adottata dalla Bielorussia oramai indipendente, apportando delle modifiche al "Il Sole Nascente" e rimuovendo la falce e martello nonché un leggerissimo cambio di tonalità dei colori. 
La bandiera sovietica bielorussa nella sua forma originale è ancora oggi molto utilizzata in Bielorussia. 

## Galleria d'immagini

Bandiera della Repubblica Socialista Sovietica Lituano-Bielorussa (febbraio-aprile 1919)
Bandiera della Repubblica Socialista Sovietica Bielorussa (1919-1927)
Bandiera della Repubblica Socialista Sovietica Bielorussa (1927-1937)
Bandiera della Repubblica Socialista Sovietica Bielorussa (1937-1951)
Bandiera della Repubblica Socialista Sovietica Bielorussa (1951-1991)